# Vincenzo Puccita
Vincenzo Puccitta (o Pucitta) (Civitavecchia, 17 de febrer de 1778 - Milà, 20 de desembre de 1861) fou un compositor italià.
Nascut a Civitavecchia, va estudiar música en el Conservatori de la Pietà de Nàpols, on li ensenyà acompanyament el mestre Fenaroli, i contrapunt Nicola Sala. En acabar els estudis musicals va escriure la seva primera òpera (1799), el títol de la qual s'ha oblidat. Posteriorment fou l'acompanyant de la Catalani, cantatriu que tenia per repertori les obres de Puccita, i això li’n donà ocasió de recórrer amb ella diversos països europeus, fins que el 1815 fou escripturada la Catalani en qualitat de directora del teatre de l'Òpera Italiana de París, i contractà Puccita com acompanyant. El 1817 retornà a Itàlia, després d'alguns altercats que va sostenir amb Vallabrège marit de la Catalani. Va escriure més de vint òperes en la seva carrera. Una de les seves obres, La Vestale, després de l'estrena a Londres (1810), també es va cantar a Lisboa (1816), Milà (1816) i Rio de Janeiro (1817).

## Òperes
- Le nozze senza sposa (1800, Parma)
- Bianca de' Rossi (1800, Florència)
- L'amor platonico (1800, Lucca)
- Il fuoruscito (1801, Milà)
- Teresa e Wilk (1802, Venècia)
- Werter e Carlotta (1802, Venècia)
- Il puntiglio (Furberia e puntiglio) (1802, Milà)
- La perfidia scoperta (1803, Venècia)
- Zelinda e Lindoro (1803, Venècia)
- Lauretta (1803, Pàdua)
- La burla fortunata ossia I due prigionieri (1804, Venècia); Adolfo e Chiara (1812, Turin); Li due prigionieri ossia Adolfo e Clara (1814, Londres)
- Lo sposo di Lucca (1805, Venècia)
- Andromaca (1806)
- Il marchese d'un giorno ovvero Gli sposi felici (1808, Livorno)
- La caccia di Enrico IV (1809, Londres)
- La vestale (1810, Londres)
- Il trionfo di Rosselane ossia Le tre sultane (1811, Londres)
- Ginevra di Scozia (1812)
- Boadicca (1813)
- Il feudatario (1813, Trieste)
- Aristodemo (1814, Londres)
- L'orgoglio avvilito (1815, París)
- La principessa in campagna o Il marchese nell'imbarazzo (La principessa bizarra) (1817, París)
- Il maestro di cappella (1818, Trieste)
- La festa del villaggio (1822, Roma)
- La Fausse Agnès (1824, París)